# Дивна зоря

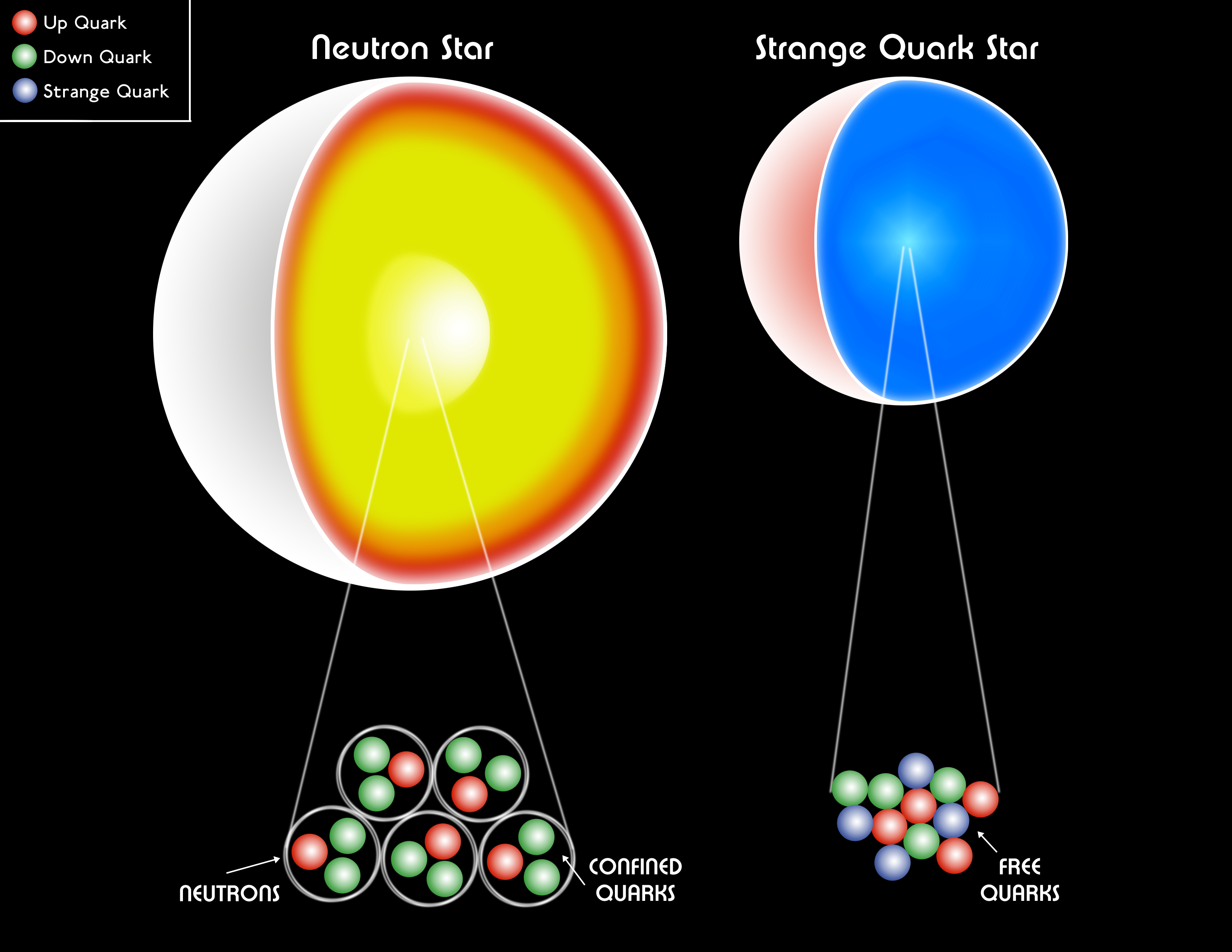
Концепція нейтронної зорі проти зорі з дивних кварків

Дивна зоря, яку також називають дивною кварковою зорею:352, — гіпотетичний компактний астрономічний об'єкт, кваркова зоря, що складається з дивної кваркової матерії. 
Дивні зорі можуть існувати без урахування припущення Бодмера-Віттена про стабільність при температурах і тисках, близьких до нуля, оскільки дивна кваркова матерія може утворюватися та залишатися стабільною в ядрі нейтронних зір так само, як і звичайна кваркова матерія.  Такі дивні зорі природно матимуть шар кори з нейтронної матерії. Глибина шару кори залежатиме від фізичних умов та обставин усієї зорі, а також від властивостей дивної кваркової матерії загалом.  Зорі, що частково складаються з кваркової матерії (включаючи дивну кваркову матерію), також називають гібридними зорями.
Руйнування шару кори дивних зір є однією з запропонованих причин швидких радіоспалахів.    

## Теоретичний опис
Нейтронні зорі утворюються, коли колапс зорі відбувається з такою інтенсивною силою, що гравітація змушує субатомні частинки, такі як протони та електрони, зливатися в незаряджені нейтрони, вивільняючи потік нейтрино. Якщо утворене ядро здатне зберігати форму і не колапсувати в чорну діру, результатом є неймовірно щільне небесне тіло, що складається майже повністю з незаряджених частинок.
Протони та нейтрони складаються з трьох кварків: протон – з двох верхніх кварків та одного нижнього кварка, нейтрон – з двох нижніх кварків та одного верхнього кварка. Існує гіпотеза, що всередині нейтронних зірок умови настільки екстремальні, що відбувається процес, відомий як деконфайнмент: коли субатомні частинки розчиняються та залишають кварки, з яких вони складались, у вигляді вільних частинок:22. Температура та тиск потім змушують ці кварки стискатися разом до такої міри, що вони утворюють гіпотетичну фазу матерії, відому як кваркова матерія●:26-27. Якщо це станеться, нейтронна зоря стане «кварковою зорею». Якщо тиск достатньо великий, кварки можуть зазнати ще більшого впливу та перетворитися на дивні кварки, які потім взаємодіятимуть з іншими «недивними» кварками, утворюючи дивну матерію. Якщо це станеться, кваркова зоря стане дивною зорею:29-32.

## Характеристики
Ранні роботи з дивною кварковою матерією припускали, що вона буде однорідною рідиною, але інші моделі пропонують гетерогенну альтернативу з позитивно зарядженими «дивними кварковими самородками», вбудованими в негативно заряджений електронний газ. Ця структура зменшує зовнішнє електричне поле зір та варіації густини порівняно з попередніми теоретичними очікуваннями, в результаті чого такі зорі майже не відрізняються від звичайних нейтронних зір.

В інших теоретичних роботах стверджується, що:
Різкий інтерфейс між кварковою матерією та вакуумом мав би зовсім інші властивості, ніж поверхня нейтронної зорі.
З огляду на ключові параметри, такі як поверхневий натяг та електричні сили, які не враховувалися в початковому дослідженні, результати показують, що доки поверхневий натяг нижчий за нижнє критичне значення, великі стрейнджлети справді нестійкі до фрагментації, а дивні зорі природно мають складні стрейнджлетні кори, аналогічні корам нейтронних зір.

## Первісні дивні зорі
Теоретичні дослідження показали, що кваркові зорі можуть утворюватися не лише з нейтронних зірок та потужних наднових, але й на ранніх етапах космічного фазового розмежування після Великого вибуху, подібно до гіпотетичних первинних чорних дір. 
Якщо ці первинні кваркові зорі можуть перетворитися на дивну кваркову матерію до того, як зовнішні умови температури та тиску раннього Всесвіту зроблять їх нестабільними, вони можуть стати стабільними, якщо припущення Бодмера-Віттена справджується. Такі первинні дивні зорі могли б вижити донині.

## Дивні карликові зорі
Гіпотетичні карлики з дивних кварків були б білими карликами з ядрами з дивних кварків. Деякі дослідження передбачають, що ці об'єкти будуть стабільними, тоді як інші передбачають нестабільність. В одному з досліджень було розглянуто співвідношення маси та радіуса для 40 000 білих карликів і виявлено, що вісім винятків були набагато меншими за розміром і відповідали прогнозам для дивного карлика.

## Додаткова інформація
- Zhang, Yue; Geng, Jin-Jun; Huang, Yong-Feng (2018). Fast radio bursts from the collapse of strange star crusts. The Astrophysical Journal. 858 (2): 88. arXiv:1805.04448. Bibcode:2018ApJ...858...88Z. doi:10.3847/1538-4357/aabaee. – Original scientific paper source
- Are mysterious fast radio bursts coming from the collapse of strange star crusts?. 19 травня 2018. – Simpler breakdown of said scientific paper.